# مجلة زيجون
مجلة زيجون هي مجلة علمية دينية، وقد صنفت على أنها مجلة أكاديمية تطرح على شكل فصول يتم تدقيقها بواسطة متخصصون، تأسست عام 1966م ملادي وقد مان السؤول عن نشرها ويلي بلاك ويل وقد كان رئيس التحرير لها آرثر سي بترسون من كلية لندن الجامعية، وقد كانت زيجون تحت رعاية معهد الدين في عصر العلوم ومركز الدراسات المتقدمة في الدين والعلوم أيضًا.
وحسب تقارير جورنال ستيشن فقد كان تأثر المجلة بنسبة 0.617، وكان تصنيفها من بين 41 مجلة 31 في القضايا الاجتماعية.